# كفر سلامون
قرية كفر سلامون هي إحدى القرى التابعة لمركز كوم حمادة في محافظة البحيرة في جمهورية مصر العربية. حسب إحصاءات سنة 2006، بلغ إجمالي السكان في كفر سلامون 4005 نسمة، منهم 1976 رجل و2029 امرأة.